# Krigsåret 1954

## Pågående krig
- Indokinakriget (1946-1954)[1]
  - Franska unionen på ena sidan
  - Vietminh på andra sidan

- Självständighetskriget i Algeriet (1954-1962)[1]
  - Frankrike på ena sidan
  - FLN på andra sidan

## Händelser

### Maj
- 21 - Vietminh vinner vid Dien Bien Phu det avgörande slaget i Indokinakriget mot fransmännen.

### Juli
- 21 - Fred sluts i Indokinakriget.

### November
- 1 - Algerkriget utbryter.

### Fotnoter
1. 1 2  ”Chronological List of All Wars”. Arkiverad från originalet den 9 oktober 2014. https://web.archive.org/web/20141009082543/http://www.correlatesofwar.org/COW2%20Data/WarData_NEW/WarList_NEW.pdf. Läst 29 juni 2011.